# Refuge du Col du Palet
Le refuge du Col du Palet  est un refuge de montagne situé à 2 587 m d'altitude, dans le massif de la Vanoise, dans le département français de la Savoie.

## Caractéristiques

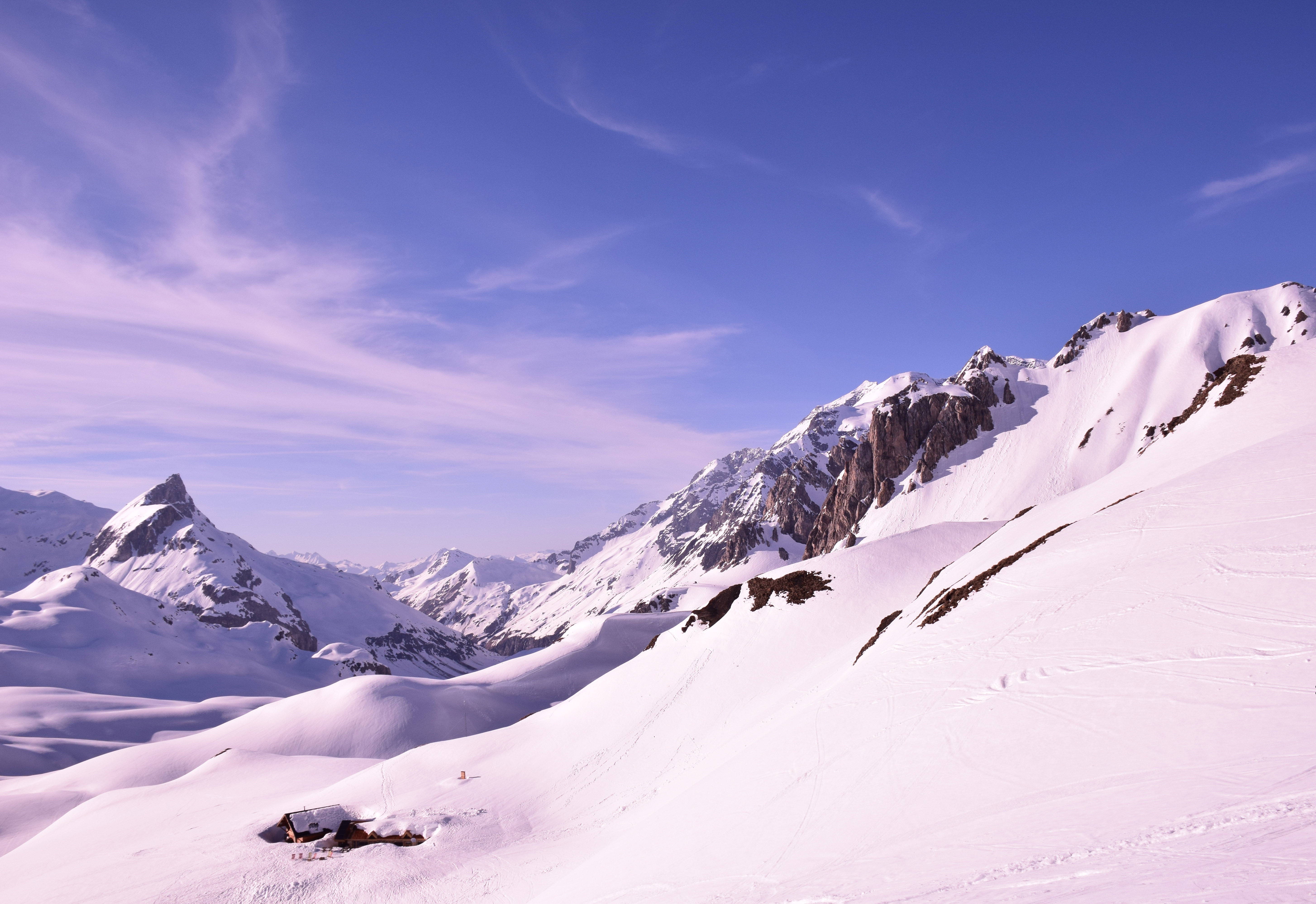
Le refuge durant l'hiver 2018.

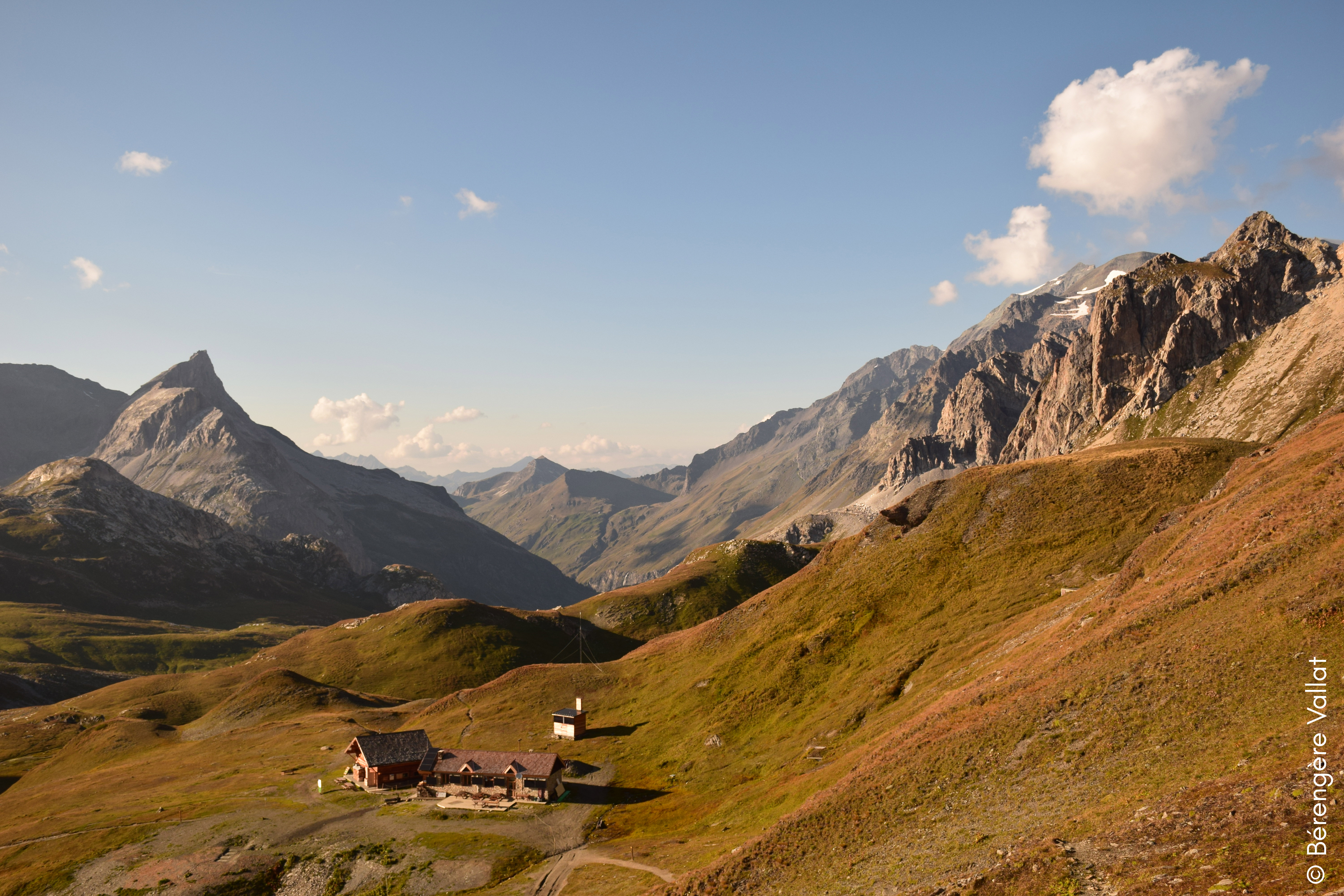
Le refuge durant la période estivale.

Il est ouvert et gardé pour la saison estivale de mi-juin à fin septembre et pour le ski de printemps de mi-février à fin avril. Il accueille les marcheurs en itinérance ; il permet une initiation au ski de randonnée ou aux raquettes dans un environnement sauvage et préservé.
Divisé en trois dortoirs d'une quinzaine de place, les couettes et couvertures sont fournies. Le bivouac est autorisé dans la limite d'une aire déterminée par le parc national de la Vanoise, qui est propriétaire du refuge, afin de préserver la faune et la flore locale. La gardienne propose la demi-pension (repas du soir, nuitée et petit-déjeuner) mais également le pique-nique à emporter et de la petite restauration pour les randonneurs de passage durant la journée.
Le refuge est accessible en mode non gardé durant le mois d'octobre et les quinze premiers jours de juin. Du bois, du gaz, de la vaisselle et des couvertures sont à disposition des randonneurs sur place, mais il n'y a pas d'eau courante. Le paiement d'une redevance est demandé.

## Situation et accès
Pratiquement à l'intersection de trois vallées (Tignes, Champagny et Peisey-Nancroix), le refuge bénéficie d'une situation exceptionnelle et d'un panorama sur la face nord du plus haut sommet de la Vanoise : la Grande Casse.
Il est accessible :
- depuis Peisey-Nancroix après quatre à cinq heures de marche (1 030 mètres de dénivelé positif) : depuis Landry (ou Bourg-Saint-Maurice), se rendre au refuge de Rosuel (1 556 m) situé au bout de la route goudronnée. De la porte de Rosuel, emprunter le GR 5 direction du col du Palet. Le refuge est niché au-dessus du lac du Grattaleu et l'itinéraire passe à proximité du lac de la Plagne ;
- depuis Champagny-en-Vanoise, via le refuge du Laisonnay, après quatre à cinq heures de marche (1 075 mètres de dénivelé positif) : se garer au parking du Laisonnay (1 554 m). Prendre le sentier en direction du refuge de la Glière (1 996 m) puis du col de la Croix des Frêtes (2 647 m). Le refuge est niché 15 minutes derrière le col ;
- depuis Tignes en une à deux heures de marche (550 mètres de dénivelé positif) : depuis Tignes-le-Lac (2 094 m), emprunter le GR 5 (balisage rouge et blanc) en direction du col du Palet (2 652 m). Le sentier quitte la route le long du lac de Tignes au niveau du paravalanche. Depuis Tignes-Val-Claret (2 107 m), se garer sur le parking de la Grande Motte et prendre le sentier en direction du col du Palet au niveau des terrains de tennis. L’itinéraire rejoint celui en provenance de Tignes-le-Lac au niveau des ruines du chalet de Lognan (2 333 m). Le refuge du Col du Palet est niché à 15 min derrière le col.

Ce refuge se trouve sur le trajet du GR 5 et de plusieurs circuits (tour de la Vanoise, Grande traversée des Alpes, tour de la Vallaisonnay, tour de la grande Casse).